# Acanthodactylus maculatus
Acanthodactylus maculatus este o specie de șopârle din genul Acanthodactylus, familia Lacertidae, ordinul Squamata, descrisă de Gray 1838. A fost clasificată de IUCN ca specie cu risc scăzut. Conform Catalogue of Life specia Acanthodactylus maculatus nu are subspecii cunoscute.